# 常有的事～喪服之女篇～
《常有的事～喪服之女篇～》（日语：よくある話 〜喪服の女編〜）為日本歌手柴崎幸於2008年6月4日發行的第16張單曲（含RUI、KOH+的名義）。

## 簡介
- 與上張以柴崎幸名義發行的單曲《Prism》相隔約一年，為2008年第一彈單曲，本次作詞為柴崎幸親自作詞，東京斯卡的喇叭也加入編曲。
- 初回限定盤附贈〈常有的事～喪服之女篇～〉的音樂錄影帶。

## 發行版本
- CD ONLY
- CD+DVD【初回限定盤】

## 曲目

### CD
1. 常有的事～喪服之女篇～（よくある話〜喪服の女編〜）
作詞：柴咲コウ／作曲：Jin Nakamura／編曲：REO
2. 風搖曳之歌（風ゆらのうた）
作詞：FLAT5th Rico／作曲：FLAT5th 岡本弥紀／編曲：上杉洋史
3. 常有的事～喪服之女篇～ （Backing Track）
4. 風搖曳之歌 （Backing Track）

### DVD（初回盤限定）
- 常有的事～喪服之女篇～（Music Video）

## 外部連結
- 常有的事～喪服之女篇～（Music Video） （页面存档备份，存于） - YouTube